# René Amabuyok
René Taliti Amabuyok (Zamboanga, 10 luglio 1923 – ...) è stato un nuotatore filippino, che ha partecipato alle Olimpiadi di Londra 1948, gareggiando nei 200m rana.
Ai I Giochi asiatici, ha partecipato come nuotatore, vincendo un argento nei 200m rana.